# Biastes truncatus
Biastes truncatus ist eine Biene aus der Familie der Apidae.

## Merkmale
Die Bienen haben eine Körperlänge von 6 bis 7 Millimeter. Der Kopf, Thorax und die Beine der Weibchen sind großteils schwarz. Die Mandibeln und die vorderen Tergite sind rot, die hinteren sind mehr oder weniger stark verdunkelt. Die Hinterränder des zweiten bis fünften Tergits haben weiße Haarflecken. Der Scheitel ist abgeflacht und hinten abgerundet. Das Labrum ist mittig mit einem spitzen Zähnchen versehen. Die Männchen sehen den Weibchen ähnlich, ihre Tergite sind jedoch auf der Scheibe schwarz. Die Fühler bestehen aus nur 12 Gliedern. Die mittleren Sternite haben große Haarflecken. Die Endränder sind an den Seiten kahl.

## Vorkommen und Lebensweise
Die Art ist in Mitteleuropa nördlich bis 63° nördlicher Breite und östlich bis nach Rumänien und Bulgarien verbreitet. Sie fliegt im Juli und August. Die Art parasitiert Dufourea dentiventris und Dufourea inermis.

## Belege
- Felix Amiet, M. Herrmann, A. Müller, R. Neumeyer: Fauna Helvetica 20: Apidae 5. Centre Suisse de Cartographie de la Faune, 2007, ISBN 978-2-88414-032-4.